# Bielnik Pierwszy
Bielnik Pierwszy is een plaats in het Poolse district  Elbląski, woiwodschap Ermland-Mazurië. De plaats maakt deel uit van de gemeente Elbląg en telt 130 inwoners.